# ديفيد هاميل
ديفيد هاميل (بالإنجليزية: David Hamill)‏ هو سياسي أسترالي، ولد في 1957 في إبسوتش في أستراليا. حزبياً، نشط في حزب العمال الأسترالي. وقد انتخب وزير مالية كوينزلاند ‏ وانتخب عضو المجلس التشريعي ولاية كوينزلاند.